# Hans Dümmler
Hans Wilhelm Dümmler (* 13. November 1901 in Schwabach; † 1988) war ein deutscher Wirtschaftsjurist.

## Werdegang
Dümmler studierte Rechtswissenschaften und Volkswirtschaftslehre in Erlangen und München und wurde 1925 promoviert. Anschließend war er als Rechtsanwalt in München tätig, bevor er ab 1929 für die Versicherungsgruppe Allianz in München und Stuttgart tätig war und dort 1941 in den Vorstand berufen wurde. Ab 1946 war er Generaldirektor der Bayerischen Versicherungsbank. Dümmler war auch Vorsitzender der Arbeitsgemeinschaft der in Bayern tätigen Versicherungsanstalten und Mitglied des Aufsichtsrats der Bayerischen Hypotheken- und Wechselbank.

## Ehrungen
- 1973: Großes Verdienstkreuz der Bundesrepublik Deutschland[1]
- Bayerischer Verdienstorden